# Marínos Mitraléxis
Marínos Mitraléxis (en grec : Μαρίνος Μητραλέξης), né en 1920 et mort en 1948, était un pilote de chasse grec. Incorporé à l'armée de l'air grecque au cours de la guerre italo-grecque (Seconde Guerre mondiale), il est connu pour avoir réussi le 2 novembre 1940 à capturer un bombardier italien Savoia-Marchetti SM.79 en éperonnant délibérément sa queue faute de munitions restantes à son chasseur PZL P.24, et avoir capturé l'équipage à la suite de leur atterrissage forcé.